# Jupoata rufipennis
Jupoata rufipennis är en skalbaggsart som först beskrevs av Hippolyte Louis Gory 1831. Jupoata rufipennis ingår i släktet Jupoata och familjen långhorningar.
Artens utbredningsområde är:
- Guyana.
- Honduras.
- Panama.
- Surinam.
- Uruguay.
- Venezuela.

Inga underarter finns listade i Catalogue of Life.

## Bildgalleri

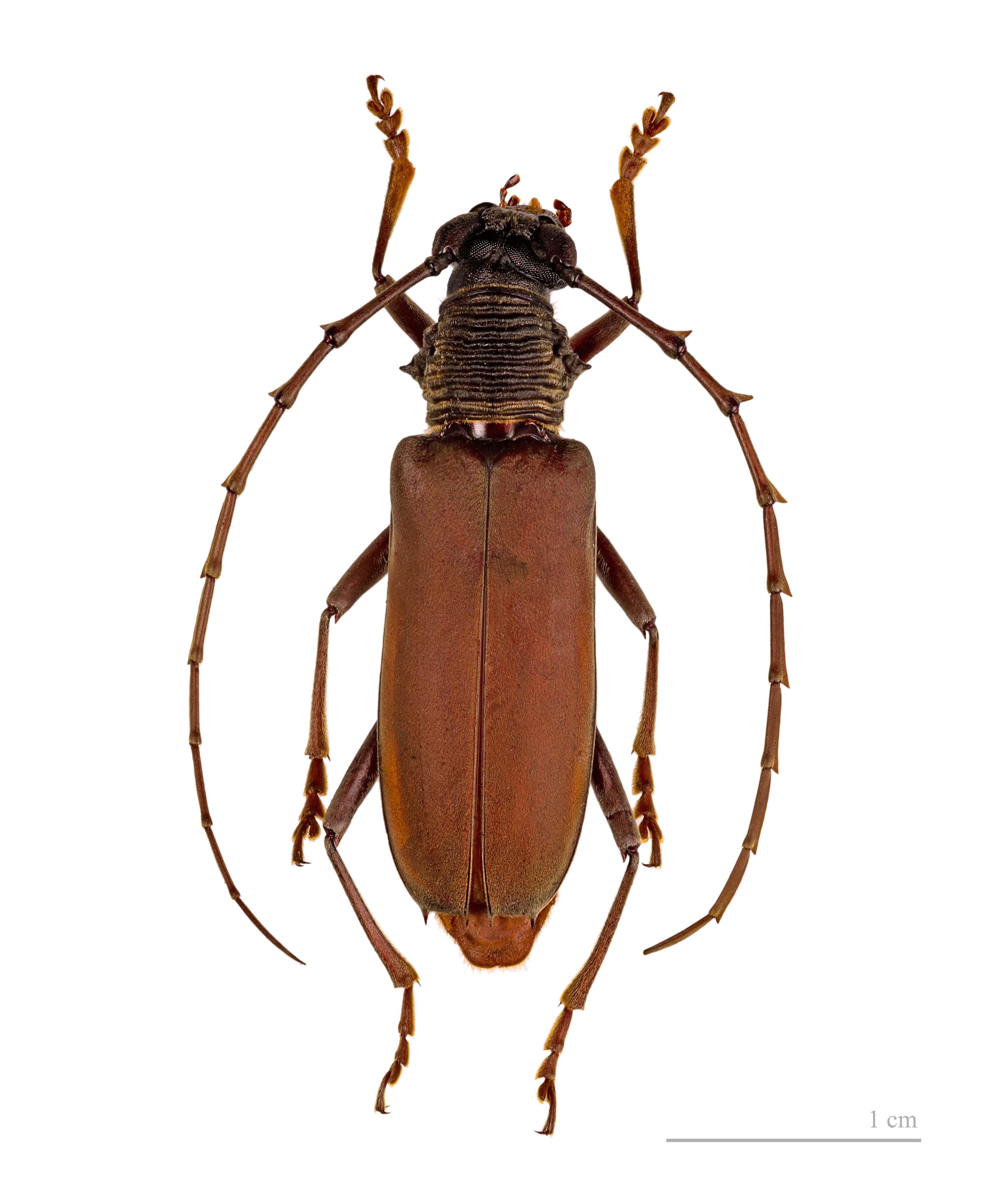